# دان روی کینگ
دان روی کینگ (انگلیسی: Don Roy King؛ زادهٔ ۹ اکتبر ۱۹۴۷) کارگردان تلویزیونی و تهیه‌کننده و بازیگر آمریکایی است. او از سال ۲۰۰۶ کارگردان پخش زنده شنبه شب بوده است.
وی همچنین برندهٔ جوایزی همچون جایزه امی ساعات پربیننده و جایزه امی شده است.